# Балка Добра (притока Висуні)
Балка Добра — річка в Україні у Новобузькому й Березнегуватському районах Миколаївської області. Права притока річки Висуні (басейн Дніпра).

## Опис
Довжина річки 47 км, похил річки 1,5 м/км  площа басейну водозбору 615 км², найкоротша відстань між витоком і гирлом — 38,96 км, коефіцієнт звивистості річки — 1,21 . Формується багатьма струмками та загатами. На деяких ділянках річка пересихає.

## Розташування
Бере початок на північно-західній околиці села Новоюр'ївки. Тече переважно на південний схід через села Показне, Маліївку, Новосевастополь, через селище Добре й у селищі Березнегувате впадає в річку Висунь, праву притоку річки Інгульця.

## Цікаві факти
- У селищі Березнегувате річку перетинає автошлях Т 1509[3] (Проходить територією Казанківського, Березнегуватського, Снігурівського району Миколаївської області та Білозерського району Херсонської області. Загальна довжина — 134,6 км).
- У XX столітті на річці існували молочно,-птахо,-свино-тваринні ферми (МТФ, ПТФ, СТФ), газгольдери та газові свердловини[2], а у XIX столітті — декілька вітряних млинів[1].